# Parafia św. Wojciecha Biskupa w Wilkowyi
Parafia św. Wojciecha Biskupa w Wilkowyi – parafia rzymskokatolicka, znajdująca się w diecezji kaliskiej, w dekanacie Żerków.